# Solanum ayacuchense
Espèce

Solanum ayacuchense (syn. Solanum tarijense) est une espèce de plantes à fleurs du genre Solanum et de la famille des Solanacées. C'est une plante herbacée tubéreuse originaire des Andes.
Cette espèce de pomme de terre sauvage, proche de la pomme de terre cultivée (Solanum tuberosum), est classée comme celle-ci dans la section Petota du genre Solanum.

## Distribution et habitat
Espèce endémique du Pérou, présente seulement dans la localité type de Yanta Yanta, dans le nord-est de la région d'Ayacucho. On la trouve dans des maquis (matorrales) arbustifs entre 2800 et 3000 mètres d'altitude. La plante est devenue rare dans une zone où la végétation naturelle est très menacée par l'activité humaine.